# Récif Lansdowne
Pour les articles homonymes, voir Lansdowne.
Le récif Lansdowne (en anglais Lansdowne Reef, en vietnamien Đá Len Đao, en philippin Bahura ng Pagkakaisa, en mandarin Qióng jiāo (en sinogrammes traditionnels 琼礁)), est une caye dans la partie occidentale du banc de l'Union des îles Spratleys en mer de Chine méridionale,,.

## Géographie
Le récif Lansdowne est un platier récifal ovale peu profond situé sur le côté sud du banc de l'Union.
Les récifs peu profonds les plus proches sont le récif de Johnson du Sud (5,4 milles marins au sud-ouest) et le récif Higgens (1,8 milles marins au nord-est). Quatre récifs coralliens sont visibles entre le récif de Johnson du Sud et le récif Lansdowne à une profondeur de 4 à 7 mètres.
Lorsque la marée est basse, le récif corallien émerge d'environ 0,5 mètre ; à l'inverse, lorsque la marée est haute, la plage est à 1,8 mètres sous l'eau.
Le platier récifal s'étend sur 3,3 km entre ses extrémités ouest et nord-est et atteint 900 mètres le long de son axe nord-sud.
Le platier récifal de 0,58 km2 est entouré par une pente récifale de 0,77 km2.

## Revendication de souveraineté
Le récif Lansdowne est occupé par le Viêt Nam depuis 1988. Actuellement, le Viêt Nam contrôle ce récif dans le cadre de la ville de Trường Sa, district de Trường Sa, province de Khánh Hòa.
Comme pour toutes les îles Spratleys, la propriété du récif est contestée. Elle est revendiquée par les Philippines, la république populaire de Chine et la république de Chine (Taïwan).

## Structures artificielles
Une tour de 15 à 20 m de diamètre a été construite par le Viêt Nam au centre du platier sur une plateforme de 30 mètres de diamètre,. Une deuxième structure a été construite en 2017, située à l'ouest de la première et reliée par une jetée longue de 70 mètres.

## Histoire
Le 14 mars 1988, vers 5 heures du matin, le navire vietnamien HQ-605 s'est dirigé vers le récif de Len Dao et a planté son drapeau de souveraineté sur cette île engloutie. Des navires de guerre de la république populaire de Chine se sont approchés, ont menacé et ont ouvert le feu sur le navire HQ-605. Les victimes du côté vietnamien comprennent : le vice-capitaine Phan Hữu Doan et les soldats signalant la mort de Bùi Duy Hiển ; les trois soldats grièvement blessés étaient le capitaine Lê Lệnh Sơn, l'ingénieur en chef Uông Xuân Thọ et le soldat électromécanicien Trần Văn Sáu.
Vers 6 heures du matin le 15 mars 1988, le navire HQ-605 a pris feu et a coulé sur le récif. Les survivants du naufrage du navire HQ-605 sont retournés sur l'île Sin Cowe.
Auparavant, dans l'après-midi du 14 mars 1988, les navires HQ-931, HQ-671 et HQ-614 étaient venus soutenir et protéger les récifs Lansdowne et Collins.
Après la bataille, le Viêt Nam prévoyait de débarquer pour consolider le contrôle sur les récifs immergés sous le nom de campagne CQ-88 (Souveraineté-88).
Un mois après la bataille navale, la Marine populaire vietnamienne a dépêché un navire non numéroté de la brigade 125 transportant 35 soldats du génie et 7 soldats de la marine de l'unité C7 - D3 (Brigade du génie E83) commandée par le commandement de la région navale 4. L'Armée populaire vietnamienne a ordonné de retourner vers l'archipel des Spratleys et atterrit secrètement la nuit sur le récif Lansdowne pour y construire une maison marquant la souveraineté.
Le même jour, la Chine a envoyé 7 navires de guerre et de nombreux petits bateaux pour encercler et menacer les troupes vietnamiennes sur le récif. Cependant, cette fois, le Viêt Nam a envoyé 7 avions de combat Soukhoï Su-22M depuis le continent afin de soutenir les troupes sur le récif, de sorte que les navires de guerre chinois se sont dispersés. L'affrontement n'a pas éclaté, la partie vietnamienne a conservé le récif et a achevé la construction de maisons sur le rocher et a conservé le récif Lansdowne jusqu'à aujourd'hui.